# سقاية هيبت خاتون
سقاية هيبت خاتون
أقيمت هذه السقاية في الجانب الشرقي لمدينة بغداد في عهد الدولة العثمانية، خصصت للمنفعة العامة، حيث أنشأت الحاجة هيبت خاتون سنة 1916م، عند المدرسة التي أنشأتها في محلة النصة إحدى محلات قصبة الأعظمية، ووقفت عليها أوقافاً من اجل صيانة أستمرار منفعتها لعموم الناس، وثبتت الوقف بورقة وقفية سنة 1918م.